# Акалі

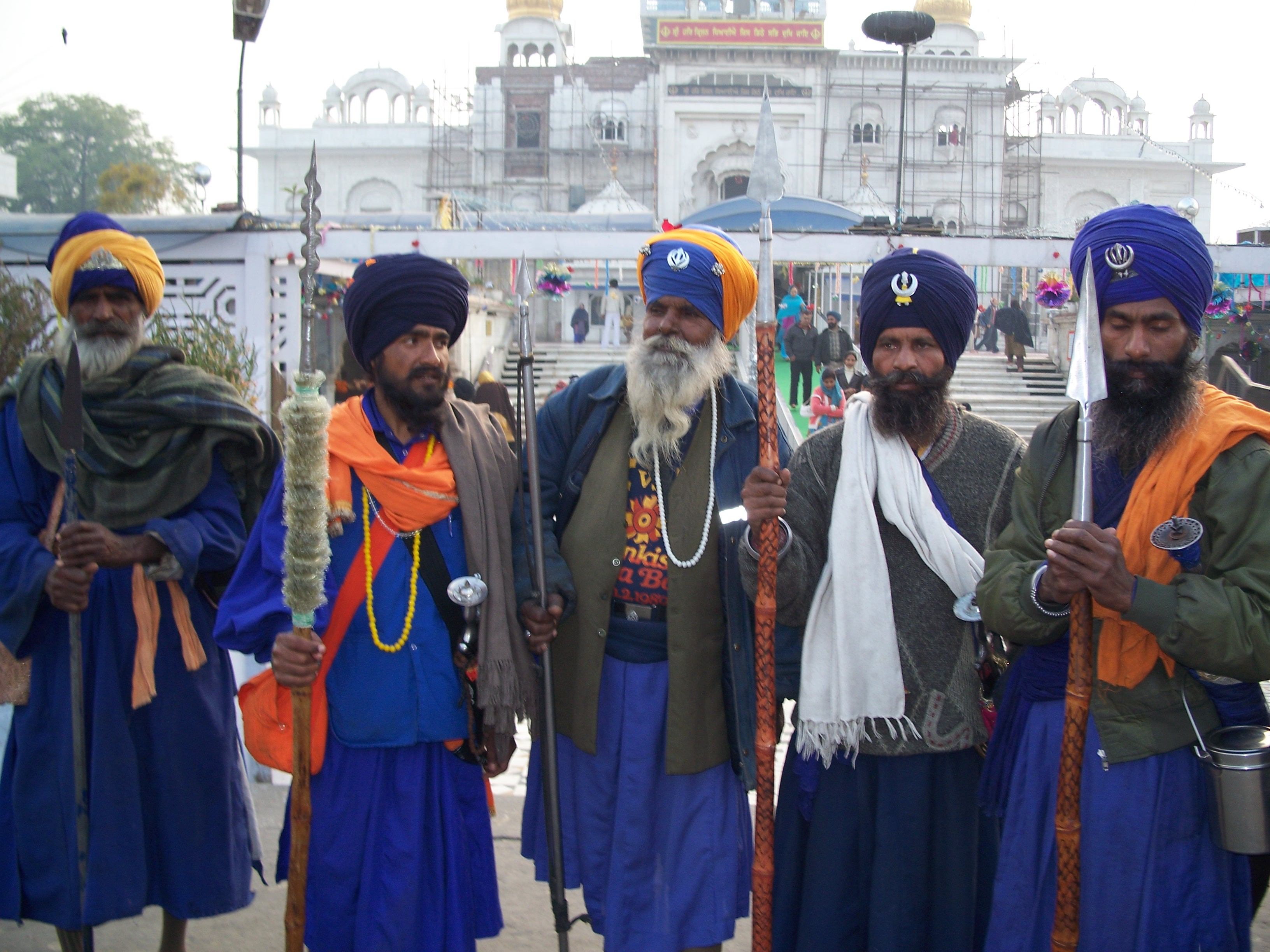
Група акалі на делійській вулиці, 2007

Акалі (від пенджабського акал «безсмертний») — орден професійних воїнів у сикхів Пенджабу які виступали за чистоту сикхізму. 
Орден виник у XVII столітті. 
У XIX столітті орден виступав за повернення сикхській общині її земель та доходів присвоєних настоятелями сикхських храмів — махантами. Користувався широкою підтримкою серед нижчих верств населення — багато селян та ремісників Пенджабу були членами цього ордену. 
Наприкінці XIX — на початку ХХ століття акалі були одним з релігійних антифеодальних та антианглійських рухів. Особливого розмаху набула діяльність акалі в 1918—22 роках.
Після 1922 року рух акалі втратив масовий характер.
Нині акалі — радше релігійно-культурно спільнота, відома своїми особливими традиціями, чільне місце серед яких посідає бойове мистецтво гатка.